# Pelham Line
De Pelham Line, is een van de IRT lijnen, of 'trajecten', van de metro van New York. De lijn is aangelegd in 1919.
De Pelham Line wordt gebruikt door lijn 6.
 ·  ·  ·  ·  ·  ·  ·  ·  · 